# Aigües
Aigües (hiszp. Aguas de Busot) – miasto w Hiszpanii w prowincji Alicante, leżące w odległości 23 km na północ od Alicante.